# Jerzy Kołodziejczak
Jerzy Kołodziejczak (2 aprile 1967) è un ex cestista polacco.

## Carriera
Con la Polonia ha disputato i Campionati europei del 1987.

## Palmarès
- Campionato polacco: 5

Śląsk Wrocław: 1986-87, 1990-91, 1991-92, 1992-93, 1993-94